# Ásia Central

A definição mais aceita atualmente

Países da Ásia Central

A Ásia Central é uma região que compreende as estepes, montanhas e desertos entre o leste do mar Cáspio e o centro-oeste da China, entre o norte do Irão e Afeganistão, e o sul da Sibéria, porém nunca houve uma demarcação oficial da área. As mudanças constantes de clima na região forçaram grandes movimentos migratórios de seus habitantes, o que trouxe tribos indo-europeias e hunos para o oeste, arianos e turcos para o norte, entre outros.
A Ásia Central raras vezes esteve unificada sob um governo central. Tal fato ocorreu durante o período de dominação mongol no século XIII.

## Países
- Cazaquistão
- Quirguistão
- Tajiquistão
- Turquemenistão
- Uzbequistão
- Parte dos territórios de:
  -  Afeganistão
  -  China
  -  Índia
  -  Irão
  -  Mongólia
  -  Paquistão
  -  Rússia

Nota: Para as Nações Unidas, enquanto sub-região da Ásia, a Ásia Central compreende apenas o Cazaquistão, Quirguistão, Tajiquistão, Turquemenistão, Uzbequistão e Afeganistão.

## Sobre os países

### Cazaquistão
O Cazaquistão (em cazaque:  Қазақстан, transl. Qazaqstan) oficialmente, República do Cazaquistão, é um país fundamentalmente asiático, embora também inclua uma região relativamente pequena que, geograficamente, pertencente à Europa: a área entre o rio Ural e a fronteira russa, que é o ponto mais oriental de todo o continente europeu. Esta característica faz do Cazaquistão uma nação transcontinental. Limita-se a norte e oeste com a Rússia, a leste com a China, a sul com o Quirguistão, o Uzbequistão e Turquemenistão e a oeste com o mar Cáspio.
A capital cazaque é Astana, depois que foi transferida de Almati, em 1997.
O Cazaquistão foi um dos países que se tornaram independentes com a dissolução da União Soviética, tendo se declarado independente em 16 de dezembro de 1991.

### Quirguistão
O Quirguistão, Quirguizistão ou Quirguízia (em quirguiz:  Кыргызстан), oficialmente República Quirguiz (em quirguiz: Кыргыз республикасы, Kyrgyz Respublikasy) é uma república da Ásia Central, ex-integrante da antiga União Soviética, e o país mais pobre da região. Tem fronteiras, a norte com o Casaquistão, a oeste com o Uzbequistão, a sul com o Tajiquistão e a sudeste com a China. Sua capital é Bisqueque, maior cidade do país.

### Tajiquistão
O Tajiquistão, oficialmente República do Tajiquistão (em Tajique: Ҷумҳурии Тоҷикистон,Ҷumҳurii Toҷikiston)) é um país da Ásia Central, limitado a norte pelo Quirguistão, a leste pela China, a sul pelo Afeganistão e a oeste e norte pelo Uzbequistão. Além do território principal, inclui ainda o enclave de Voruque, no Quirguistão. É uma ex-república soviética e a sua capital é Duxambé.

### Turquemenistão
O Turquemenistão, oficialmente República do Turquemenistão (em turquemeno Türkmenistan) é um país situado na Ásia Central, limitado a norte pelo Cazaquistão, a norte e leste pelo Uzbequistão, a sul pelo Afeganistão e pelo Irão, e a oeste pelo mar Cáspio, do outro lado do qual se estendem as costas do Azerbaijão. Foi até 1991 uma república soviética chamada Turcmênia. Sua capital é a cidade de Asgabate.

### Uzbequistão
O Uzbequistão ou Usbequistão, oficialmente República do Uzbequistão (uzbeque: O'zbekiston Respublikasi) é uma ex-república soviética da Ásia Central, limitado a norte pelo Cazaquistão, a leste pelo Quirguistão e pelo Tajiquistão, a sul pelo Afeganistão e a sul e a oeste pelo Turquemenistão. Além do território principal, inclui também os enclaves de Soque e de Xaquimardã, no Quirguistão. A capital é Tasquente.

## História
A história da Ásia Central tem sido determinada principalmente pelo clima e geografia da região. A aridez da região faz com que a prática da agricultura e a sua distância para o mar a torne muito isolada do comércio. Por conseguinte, apenas se formaram algumas grandes cidades, e a área foi dominada durante milênios pelos povos nômades das estepes.
As relações entre os nômades das estepes e as populações sedentárias da Ásia Central têm sido controversas. O estilo de vida nômade era bem adequado para a prática da guerra e os cavaleiros das estepes estavam entre os povos da segunda maior potência militar do mundo, mas foram limitados pela falta de unidade interna. Nos momentos em que muitas tribos estavam sob o comando de grandes líderes criaram exércitos quase imparáveis, com a invasão da Europa realizada pelos hunos, os ataques de Wu Hu a China e, especialmente, a conquista de grande parte da Eurásia pelos mongóis.
O domínio dos nômades terminou no século XVI, quando as armas de fogo permitiram aos povos sedentários controlar a região. Desde então, Rússia, China e outras potências expandiram pela região e chegaram a assumir a maior parte da Ásia Central no século XIX. Após a Revolução Russa de 1917, a União Soviética retomou a maior parte da Ásia Central; Mongólia e Afeganistão só permaneceram nominalmente independentes, embora a Mongólia manteve-se independente, na prática, era um Estado satélite soviético e as invasão soviética do Afeganistão tropas soviéticas invadiram o Afeganistão no final do século XX. As áreas soviéticas da Ásia Central se industrializaram e receberam grandes investimentos em infraestrutura, cultura e educação, além de diminuição da desigualdade e da miséria. Entretanto, algumas culturas locais foram retiradas e houve tensões provocadas por programas de coletivização fracassados, além notórios problemas ambientais.
Após o colapso da União Soviética, cinco países da Ásia Central, ganharam independência - Cazaquistão, Uzbequistão, Turquemenistão, Quirguistão e Tajiquistão. Nestes novos Estados grande parte do poder é detido por oficiais do antigo regime soviético que, com a dissolução da URSS, conseguiram se perpetuar no poder até os dias atuais.  As outras regiões da Ásia Central são parte da China.